# Tomasz Engel
Tomasz Engel (* 1955) ist ein polnischer Fechter und Fechttrainer.
Ende der 1970er und zu Beginn der 1980er Jahre war er Mitglied verschiedener polnischer Nationalmannschaften im Florett- und Degenfechten.
Sein größter Erfolg war Silber mit der Mannschaft bei der Universiade.
Nach Abschluss des Trainerstudiums trainierte er zusammen mit Artur Wojtyczka die polnische Nationalmannschaft. Später wurde er Nationaltrainer für die polnischen Rollstuhlfechter, diese gewannen bei den Sommer-Paralympics 1996 in Atlanta eine Silbermedaille im Degenfechten.
Seit 1997 arbeitet er als Trainer der Fechtabteilung des TV Neheim und seit 2000 auch der des TV Soest.